# Адам Бадовський
Адам Конрад Бадовський (англ. Adam Konrad Badowski; нар. 19 жовтня 1975) — польський режисер відеоігор, графічний дизайнер і підприємець. Працює в компанії CD Projekt Red та найбільш відомий працею над іграми цієї компанії.

## Біографія

### Раннє життя
Адам Бадовський народився 19 жовтня 1975 року в Польщі. Закінчив філософсько-історичний факультет Лодзького університету з відзнакою.

### Кар'єра
Професійну кар'єру розпочав у 1995 році — працював дизайнером та ілюстратором у рекламній агенції Kolski and Partners Film & Advertising, займаючись переважно створенням розкадровок для телевізійних роликів та рекламних роликів, а також як фрілансер рекламної графіки та музичних відеокліпів.
З 2002 року пов'язаних з групою компаній CD Projekt. Один із засновників першої команди у Лодзі, що працювала над проєктом «The Witcher» (2007). Брав участь у розробці вищезазначеної гри, «The Witcher 2: Assassins of Kings» (2011), та «Cyberpunk 2077» (2020). Адам Бадовскі увійшов до складу правління CD PROJEKT S.A.: очолює студію розробки CD Projekt Red; координує процеси виробництва ігор..

## Ігри
| Рік  | Назва                             | Посада              |
| ---- | --------------------------------- | ------------------- |
| 2007 | The Witcher                       | сценарист, аніматор |
| 2011 | The Witcher 2: Assassins of Kings | режисер             |
| 2020 | Cyberpunk 2077                    | режисер             |

## Нагороди
- Лицарський Хрест Ордена Відродження Польщі (2013)[2];
- Шльонкфа у категорії «Видавець року»[3].